# Pataky Jenő
Pataky Jenő (Budapest, 1914. szeptember 8. – Budapest, 1996. február 15.) magyar színész, érdemes művész.

## Életpályája
A Kereskedelmi Akadémián érettségizett, majd 1936-ban végzett a Színművészeti Akadémián. Pályafutását a Nemzeti Színháznál kezdte, melynek 1943. január 10-ig lehetett tagja, ekkor azonban menyasszonyának zsidó származása miatt eltiltották a színpadtól. 1945-től 1948-ig újra a Nemzeti Színház tagja lehetett, azonban „B”-listázták és elbocsájtották állásából. Ezt követően Szegeden és Pécsett játszott. 1951 és 1956 között a Petőfi Színház tagja volt. 1956-tól 1968-ig Párizsban az Éve da Paris-ban és a Nouvelle Éve-ben szerepelt. 1969-től 1978-ig egy belga építőipari cég franciaországi képviselőjeként tevékenykedett. 1978-ban végleg hazaköltözött Magyarországra. 
Édesanyja halála után, a nővére megsegítésére tért haza Párizsból. 1979-től 1983-ig a Madách Színház művésze volt. 1983-tól 1991-ig, nyugdíjazásáig ismét a Nemzeti Színház tagja lett. 1985-ben megkapta az érdemes művész címet, majd — hűséges FTC-drukkerként – a Fradi csapatának örökös tagja lett, végül nem sokkal halála előtt pedig a Nemzeti Színház örökös tagjai közé választották hatvan éves pályafutásának elismeréseképpen.

## Filmjei
- Halálos tavasz (1935, amatőr) – Iván
- A halál és az orvos (1936, amatőr) – Dr. Morbidusz
- Szomorú csütörtök, vidám vasárnap (1936, szkeccs)
- Mámi (1937) – Torday Gáspár
- Mai lányok (1937) – Németh Péter
- Tokaji rapszódia (1937) – gróf Baracskay Miklós
- Áll a bál (1939) – Dr. Balogh András
- Párbaj semmiért (1939) – Csaholy Gazsi
- Garszonlakás kiadó (1939) – Dr. Bodnár Sándor, ügyvéd
- Mária két éjszakája (1940) – Vass Gábor, Forgách titkára
- Zavaros éjszaka (1940) – Lendvay Gábor, újságíró
- Gyurkovics fiúk (1940-41) – Dr. Dénes István
- Egy csók és más semmi (1941) – Sáfrány Péter, ügyvédjelölt
- A cigány (1941)– Kurta Gyuri
- Gentryfészek (1941) – Kovács Béla, Zsuzsi bátyja
- Kadettszerelem (1942) – Koltay Ferenc ezredes / Koltay Gyuri, a fia
- Halálos csók (1942) – Niccolo, lantos
- Férfihűség (1942) – Miklós, a miniszter titkára
- Gyávaság (1942) – Boronkay
- Valahol Oroszországban (1942, rövid)
- Nemes Rózsa (1943) – Veszprémi Péter
- Tengerparti randevú (1943, magyar-bolgár) – Váradi Sándor, festőnövendék
- Afrikai vőlegény (1944) – Berinday György
- Madách - Egy ember tragédiája (1944) – Madách Pál
- Teljes gőzzel! (1951)
- Halál a pénztárban (1979) (TV) – Fellner Zsigmond alezredes
- Ideiglenes paradicsom (1981)
- A Béke szigete (1983) (TV) – Hidegháthy
- Miss Arizona (1987)
- Laura (1987)
- Zenés TV Színház – 1988
- A másik ember – 1988
- Találkozás Vénusszal – 1991
- Le trésor des Templiers – 1992
- Mrs. ’Arris Goes to Paris – 1992

## Díjai, elismerései
- Budapest Székesfőváros 1000 pengős ösztöndíja (1943)
- Érdemes művész (1985)
- Aranydiploma (Színművészeti Főiskola) (1986)
- A Magyar Köztársasági Érdemrend tisztikeresztje (1994)
- FTC örökös tagja (drukkerként)[3]
- A Nemzeti Színház örökös tagja (1996)